# Дмитрово (Удомельский район)
Дмитрово — деревня в Удомельском городском округе Тверской области.

## География
Деревня находится в северной части Тверской области на расстоянии приблизительно 30 км на запад-северо-запад по прямой от железнодорожного вокзала города Удомля на восточном берегу Дмитровского озера.

## История
Впервые упоминается в 1545 году. Дворов (хозяйств) было учтено 2 (1859), 7(1886), 8 (1911), 9 (1950), 3 (1986), 2 (1999). В советский период истории работали колхозы «Дмитрово», «Свирка», «Искра» и подсобное хозяйство треста «Гидроэлектромонтаж». До 2015 года входила в состав Мстинского сельского поселения до упразднения последнего. С 2015 года в составе Удомельского городского округа.

## Население
Численность населения: 46 человек (1859 год), 52 (1886), 45(1911), 16 (1950), 5(1986), 4 (1999), 4 (русские 100 %) в 2002 году, 1 в 2010.